# ファーストポスト

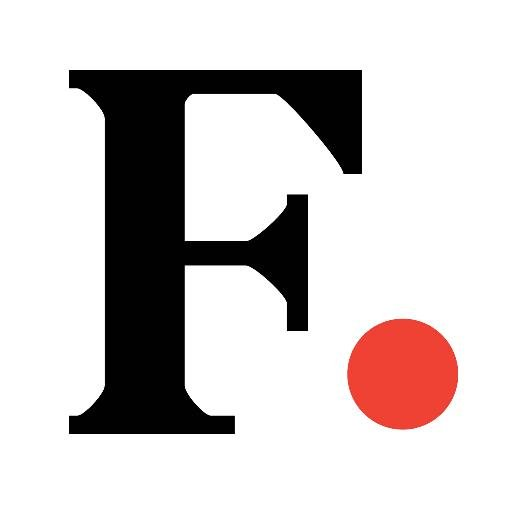
ファーストポストのロゴマーク

ファーストポスト（Firstpost）は、インドのニュースサイト。リライアンス・インダストリーズの子会社グループであるニュース18グループが運営している。

## 歴史
2012年1月、ニュース18グループがリライアンス・インダストリーズによって270億ルピーで買収され子会社化し、これに伴いファーストポストも同社の傘下に入った。